# Монтпилијер (Охајо)
Монтпилијер (енгл. Montpelier) град је у америчкој савезној држави Охајо.

## Демографија
По попису из 2010. године број становника је 4.072, што је 248 (-5,7%) становника мање него 2000. године.
| Група             | 2000.         | 2010.         |
| Белци             | 4.138 (95,8%) | 3.812 (93,6%) |
| Афроамериканци    | 13 (0,3%)     | 6 (0,1%)      |
| Азијати           | 64 (1,5%)     | 57 (1,4%)     |
| Хиспаноамериканци | 66 (1,5%)     | 137 (3,4%)    |
| Укупно            | 4.320         | 4.072         |